# The Forum (Inglewood)
 (septembre 2024).
Si vous disposez d'ouvrages ou d'articles de référence ou si vous connaissez des sites web de qualité traitant du thème abordé ici, merci de compléter l'article en donnant les références utiles à sa vérifiabilité et en les liant à la section « Notes et références ».

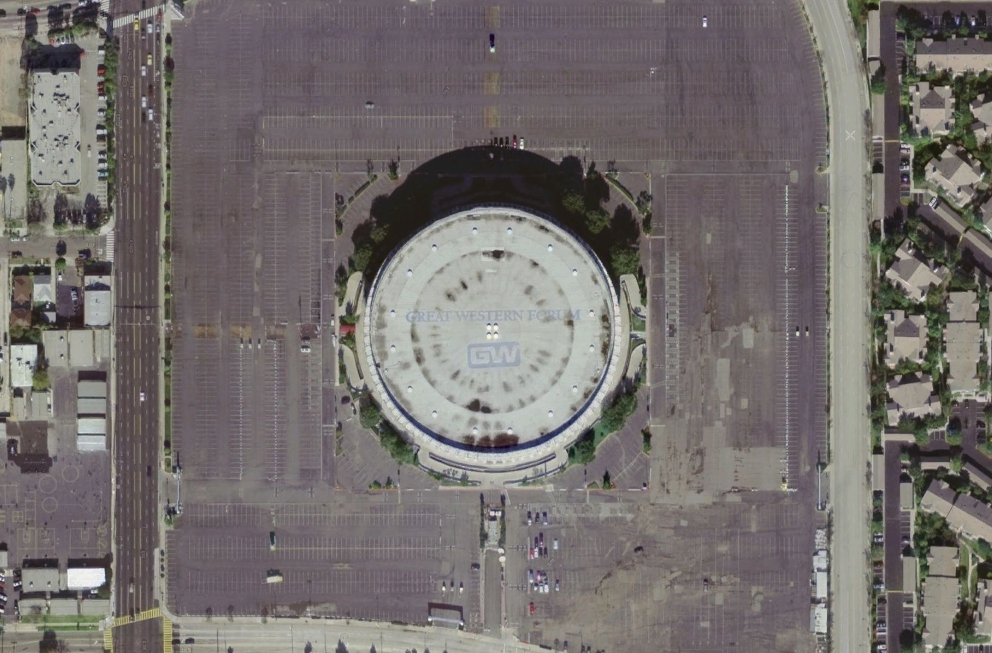
Image satellite du Forum

Le Kia Forum est une salle omnisports et de spectacles située à Inglewood, dans le sud-ouest du comté de Los Angeles, en Californie.
Il est notamment utilisé pour la pratique du basket-ball et du hockey sur glace jusqu'au déménagement des franchises des Lakers de Los Angeles et des Kings de Los Angeles au Staples Center en 1999. Jusqu'en 2001, il accueille les Sparks de Los Angeles (WNBA). Outre ses activités, le Kia Forum est également utilisé pour des matches de boxe, de tennis, des rodéos, des compétitions de patinage artistique ou des meetings politiques. Sa capacité est de 17 505 places pour les matchs de basket-ball, 16 005 pour le hockey sur glace et 18 000 pour les concerts, il possède 2 400 sièges de club.

## Histoire
The Forum est construit entre 1965 et 1967 par Jack Kent Cooke (mort le 6 avril 1997), un riche homme d'affaires canadien qui possède les Redskins de Washington (NFL), les Lakers de Los Angeles (NBA) et qui fonde les Kings de Los Angeles (LNH). La structure, qui coûte 16 millions de dollars, doit évoquer le Forum Romain. L'arène dispose de 17 505 places pour le basket-ball, 16 005 pour le hockey sur glace, et jusqu'à 18 000 pour des concerts. Elle n'a aucune suite de luxe, mais possède 2 400 sièges de club pour des événements, ce qui est sans précédent à cette époque. Plus de 70 % des sièges sont situés sur les côtés du terrain, et aucun siège n'est à plus de 50 mètres de la surface de jeu.
Le Forum devient une icône dans la région du Grand Los Angeles, grâce au succès des Lakers de Los Angeles et des célébrités d'Hollywood souvent aperçues dans ses tribunes. Il accueille un grand nombre d'événements tels que des matchs de tennis, concerts de rock, combats de boxe, ice shows, des rodéos, et des événements politiques. Il est désigné parfois sous le nom de Los Angeles Forum pour le différencier des autres bâtiments portant le nom de Forum.
En 1979, Cooke vend le Forum à Jerry Buss ainsi que les Lakers et les Kings pour une somme de 67,5 millions de dollars USD. Il nomme Claire Rothman présidente et directrice générale, poste qu'elle occupe jusqu'en 1995,.
Pendant les Jeux olympiques d'été de 1984 de Los Angeles, le Forum accueille le tournoi de basket-ball.

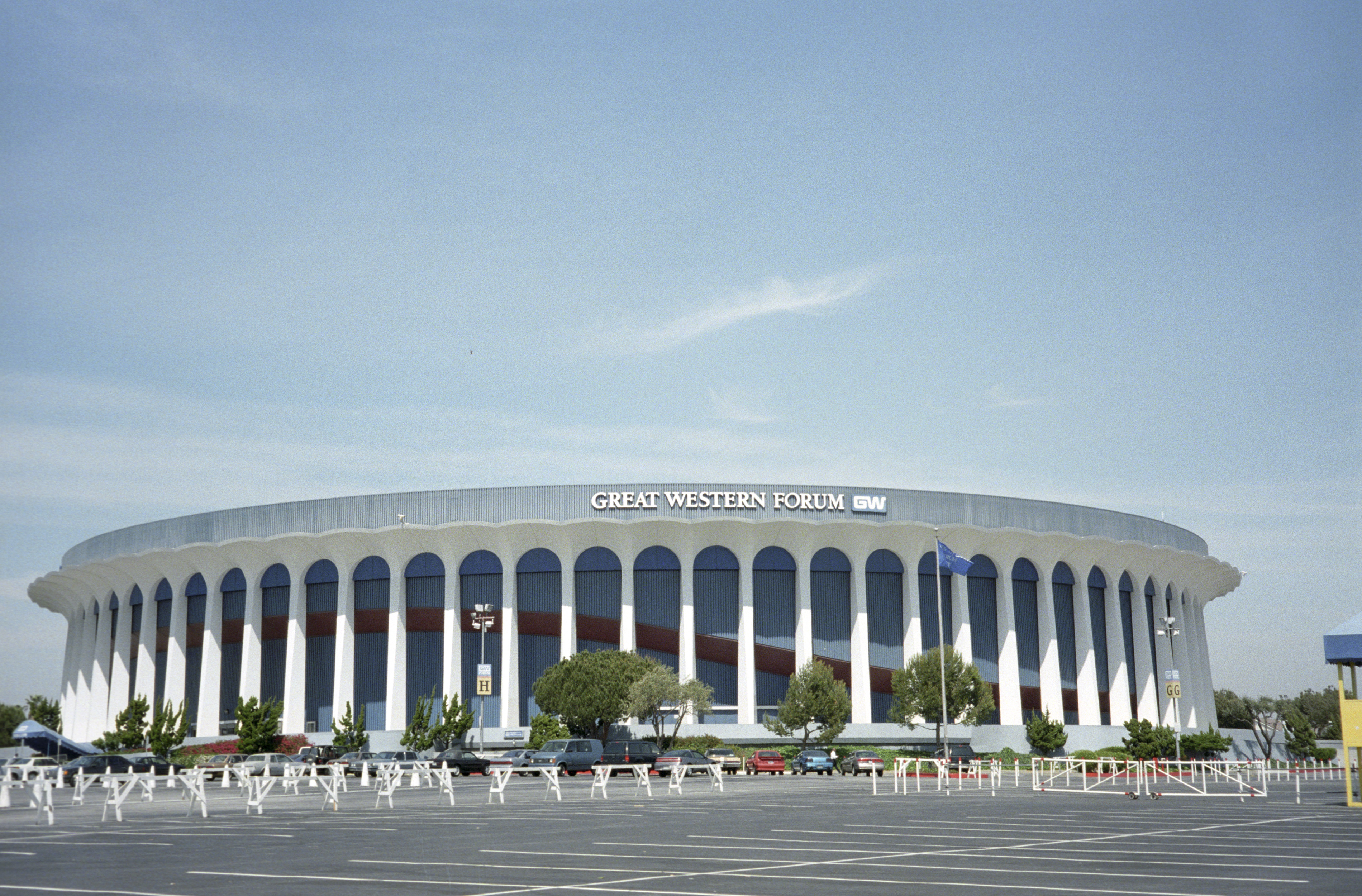
Great Western Forum

En 1988, Jerry Buss vend les droits d'appellation de l'arène à la Great Western Bank. Jusqu'en 2005, le Forum porte le nom de Great Western Forum.
Au début des années 1990, l'arène est parmi la plus vieille utilisée pour les sports professionnels. Avant les saisons NBA 1991-1992 et LNH 1991-1992, un nouveau tableau des scores plus moderne est installé, remplaçant celui en usage depuis 1967. Cependant, dans le milieu de la décennie, le Great Western Forum est encore considéré comme trop petit, et il manque de suites de luxe et d'espace commercial. Les dirigeants de Los Angeles, cherchant à reconstruire le centre-ville, commencent à imaginer un nouveau complexe sportif et de divertissement.
Les propriétaires des Kings de Los Angeles acceptent de développer le nouveau complexe, qui par la suite prend le nom de Staples Center, et Jerry Buss fait déménager les Lakers dans la nouvelle arène en tant que colocataire avec les Kings. La nouvelle arène est inaugurée en automne 1999 et, en tant qu'élément de cette affaire, Buss vend le Great Western Forum à L.A. Arena Co. (une compagnie également possédée par les propriétaires des Kings).
Le Forum est racheté en 2000 par une Église protestante américaine (Faithful Central Bible Church) pour 23 millions de dollars et elle tient une messe chaque dimanche tout en maintenant les autres activités (sport et concerts). Il appartient ensuite à partir de 2012 à l'entreprise The Madison Square Garden Company. En mai 2020, le Forum est racheté par le propriétaire des Clippers pour 400 millions de dollars.
En avril 2022, le constructeur automobile coréen Kia rachète les droits sur le nom du stade et le renomme Kia Forum.

## Événements
- NBA All-Star Game 1972, 18 janvier 1972
- NBA All-Star Game 1983, 13 février 1983
- 33e Match des étoiles de la Ligue nationale de hockey, 10 février 1981
- Tournoi de basket-ball aux jeux olympiques d'été de 1984 pendant les Jeux olympiques d'été de 1984
- Big West Conference men's basketball tournament, de 1983 à 1988
- Pacific Ten Conference men's basketball tournament, 1989
- Concerts de Bruno Mars, Michael Jackson, Madonna, The Rolling Stones, Red Hot Chili Peppers, Guns n' Roses et Shakira.
- Madonna lança le coup d'envoi de sa tournée Re-Invention Tour, en s'y produisant les 24, 26 et 27 mai 2004.
- Les MTV Video Music Awards 2014 se sont passés au Forum le 24 août 2014.
- Ariana Grande passe au Forum pour sa tournée The Honeymoon Tour avec un invité spécial : Justin Bieber.
- Madonna, dans le cadre du Rebel Heart Tour, le 27 octobre 2015.
- Les Nickelodeon's Kids Choice Awards 2016 et les iHeart Radio Music Awards 2016 se sont déroulés au Forum
- Ariana Grande de retour au Forum pour le Dangerous Woman Tour ! Soirée où beaucoup de célébrités comme Kim Kardashian, Niall Horan, etc. étaient présents !
- Ariana a même performé The Way avec Mac Miller. (31 mars 2017)
- Concerts de Lady Gaga les 8 et 9 août 2017 à guichets fermés pour sa tournée The Joanne World Tour puis toujours pour la même tournée; le 18 décembre de la même année.
- Shakira est passée plusieurs soirs de suite pour sa tournée  El Dorado World Tour en 2018. Un CD/DVD LIVE y est d'ailleurs enregistré.
- AEW Full Gear, le 18 novembre 2023
- Concerts de Madonna lors de sa tournée mondiale The Celebration Tour, pour cinq dates (les 4, 5, 7, 9 et 11 mars 2024).

## Records
Prince a donné 17 concerts dans la salle chacun à guichets fermés, en 2011 pendant le Welcome 2 America Tour.